# Akan
Akan er et folkeslag, der primært lever i nutidens Ghana og i dele af Elfenbenskysten og Togo i Vestafrika. Undergrupper af Akanfolket omfatter bl.a. agona, akuapem, akwamu, akyem, anyi, ashanti, baoulé , bono, chakosi, fanti, kwahu, sefwi, wassa, ahanta og nzema.
I 1950'erne blev sproget "akan" den officielle betegnelse i Ghana for det sprog, hvis skriftlige dialekter er ashanti, akuapem og fanti. Sproget akan tilhører sproggruppen kwa i den niger-kordofanske sprogfamilie.

## Kultur
De forskellige undergrupper af Akanfolket har flere kulturelementer til fælles; mest bemærkelsesværdigt er det, at arvefølgen er matrilineær. Dette betyder, at arv, adgangen til rigdom og politiske embeder og position i samfundet bestemmes langs matrilineære linjer snarere end den sædvanlige patrilineære linje. En mands mulighed for at avancere i samfundet er baseret på hans forhold til sin mor og sine søstre, og selv hans ejendom vil gå i arv til hans søsters børn i stedet for til hans egne.

## Oprindelse
Oprindeligt var de forskellige Akanfolk organiserede. Akanfolket menes at have sin oprindelse i kongeriger eller høvdingedømmer i det vestlige del af regionen Sudan (den geografiske region syd for Sahara). Omkring 750 e.Kr. voksede disse kongeriger sammen til Ghanariget, hvis hovedstad var Koumbi Saleh (i det nuværende Mauretanien). I det 11. århundrede skrev den arabiske historiker Al-Bakri om dette store kongerige baseret på beretninger fra berbiske købmænd, som ofte handlede med disse tidlige ghanesere. Forfædrene til Akan rejste til Kong-riget (dvs. det nuværende Elfenbenskysten), og fra Kong flyttede de til Wam og derefter til Dormaa, der ligger i den nuværende Bono-region i Ghana. Flytningen fra Kong var nødvendiggjort af befolkningens ønske om at finde passende savanneforhold, da de ikke var vant til et liv i skoven.

## Historie
Akankongedømet Bonoman (eller Brong-Ahafo) blev etableret så tidligt som i det 12. århundrede. Mellem det 12. og 13. århundrede bragte et guldboom i området rigdom til talrige akanergrupper. Under forskellige faser af Kongeriget Bonoman migrerede grupper af akaner ud af området for at skabe adskillige stater, der overvejende var baseret på guldudvinding og handel med afgrøder. Dette bragte rigdom til adskillige akanriger, såsom Akwamu (1550–1650), der blev forløbere for Ashantiriget (1700-1900). Fra det 15. århundrede til det 19. århundrede dominerede Akanfolket guldminedrift og -handel i regionen; i hele denne periode var de blandt de mest magtfulde grupper i Afrika.
Et område med mange guldminer var skovlandet mellem floderne Comoé og Volta. Akans guldminefelt var et af tre vigtigste i regionen sammen med guldminefelterne i Bambuk og Bure.
Denne rigdom af guld tiltrak europæiske handlende. Oprindeligt var europæerne portugisere, men snart sluttede hollænderne og briterne sig til dem i deres søgen efter Akanguld. Akan førte krig mod nabostaterne i deres geografiske område for at fange folk og sælge dem som slaver til europæere (portugisere), som efterfølgende solgte det slavegjorte folk sammen med våben til andre Akan i bytte for Akanguld. Akanguld blev også brugt til at købe slaver fra længere nordpå via ruten Trans-Sahara. Akan købte slaver til at hjælpe til med at rydde de tætte skove i Ashantiregionen. Omkring en tredjedel af befolkningen i mange Akanstater var kontraktansatte tjenere (dvs. ikke-Akanfolk). Akanerne gik fra købere af slaver til at sælge slaver, efterhånden som dynamikken i Guldkysten og den Nye Verden ændrede sig. Således spillede Akanfolket en rolle i at forsyne europæerne med kontraktansatte tjenere, som senere blev slavegjorte af europæerne til den transatlantiske slavehandel. I 2006 undskyldte Ghana til efterkommere af slavegjorte afrikanere for landets rolle i slavehandelen.
Akanfolket, især Ashantifolket, kæmpede mod europæiske kolonialister og besejrede dem ved flere lejligheder for at bevare deres selvstændighed. Dette skete under Anglo-Ashanti-krigene (fem konflikter der udspillede sig mellem 1824 og 1900), Guldtronekrigen i 1900 og andre lignende kampe. I begyndelsen af 1900'erne var Ghana en koloni eller protektorat af Storbritannien, mens lande i Elfenbenskysten hørte under franskmændene. Den 6. marts 1957, efter afkoloniseringen fra Storbritannien under ledelse af Kwame Nkrumah, blev Guldkysten forenet med Britisk Togoland og Northern Region, Upper East Region, og Upper West Region af Guldkysten for at danne Ghana. Elfenbenskysten opnåede uafhængighed den 7. august 1960.